# Чађава механа
Чађава механа српска је телевизијска емисија која се приказује од 13. октобра 2012. године на телевизији Хепи.

## Опис
Ова хумористичко — музичка емисија, прати догодовштине неколицине главних ликова и сталних гостију кафане под именом „Чађава механа”. У амбијенту аутентичне српске кафане, кроз духовите скечеве и доста добре музике, из епизоде у епизоду могуће је видети и многе јавне личности, које се у емисији појављују као гости кафане или музичке звезде које у њој наступају.
„Чађава механа” коју држи газда Веселин, кафана је која окупља сталне госте, али је често и поприште комичних неспоразума, догађаја чији су актери како чланови Веселинове породице, тако и персонал Механе.
Тако Маца, Веселинова жена, и њена најбоља пријатељица Љубинка, иначе власница оближњег фризерско-козметичког салона стално смишљају нове планове за бизнис, док шанкер Плави и две келнерице Веселину свакодневно задају главобоље својим хировима. Ипак, као место које окупља људе, за које се слободно може рећи да су као једна велика породица, „Чађава механа” опстаје и увек привлачи и нове госте својим ведрим духом и гостопримством.

## Улоге
| Глумац                | Улога            |
| --------------------- | ---------------- |
| Иван Иванов           | Јоца             |
| Немања Живковић       | Кисели           |
| Миодраг Фишековић     | Отров            |
| Јована Јелић          | Дада             |
| Предраг Дамњановић    | Божа             |
| Јована Јеловац Цавнић | Цици             |
| Марко Долаш           | Полицајац Стојан |
| Миомира Драгићевић    | Ташта            |
| Даница Тодоровић      | Ленка            |